# Ana Díez
Ana Diez (1957.) španjolska je redateljica i scenaristica rođena u Tudeli, Navarra. Provela je vrijeme u Meksiku, gdje je i diplomirala kinematografiju. Jedan od njenih najpoznatijih filmova je Ander eta Yul, koji je snimljen na baskijskom jeziku. Nazivali su je "prvom ženom režiserom u novoj baskijskoj kinematografiji". Dobila je Nagradu Goya za najboljeg novog redatelja.

## Vanjske poveznice
- Ana Díez na IMDb